# Cultura judaica

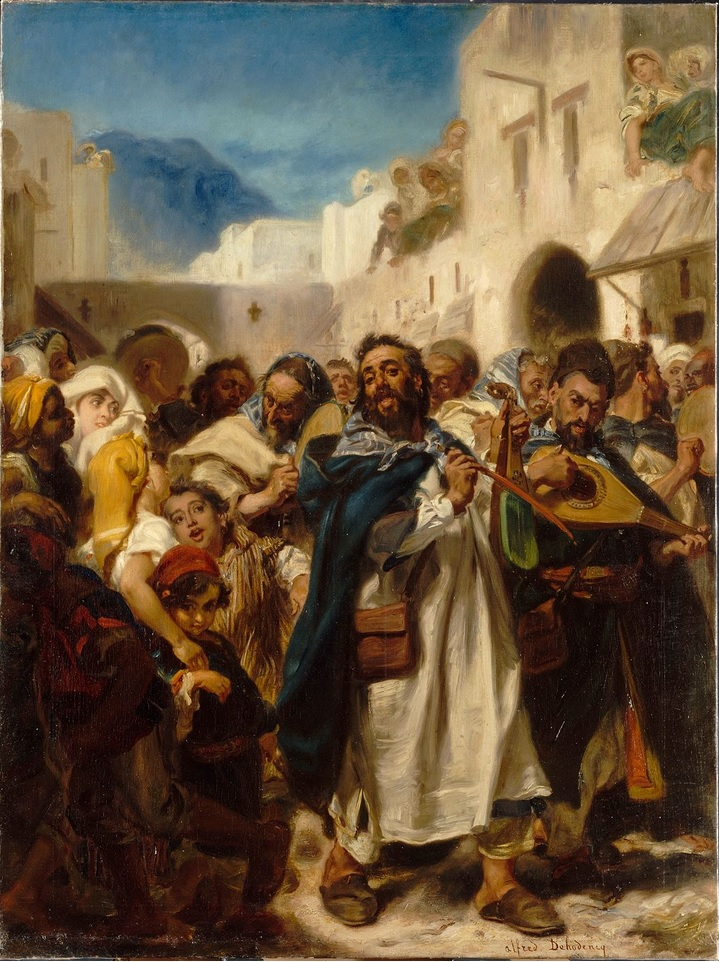
Representação artística de uma celebração judaica na cidade de Tetuán, no norte do Marrocos, em 1865,

A Cultura do povo judaico é referente a todo período da história do povo israelita dos tempos tribais e as primeiras nações até a diáspora e a formação do atual Estado de Israel no século XX. O Judaísmo guia seus seguidores na prática e na crença, sendo assim não apenas uma religião, mas também uma ortopraxia. Nem todos os indivíduos ou fenômenos culturais podem ser classificados como "seculares" ou "religiosos", uma distinção nativa ao pensamento iluminista.
A cultura judaica em seu significado etimológico mantém ligação com a região que o povo judeu chama de seu lar e ao Reino de Judá, estudos dos textos da Torá, prática do Tzedaká (caridade) e história judaica. O termo "cultura secular judia" faz referência a vários aspectos, como religião e visão de mundo, literatura, mídia e cinema, arte e arquitetura, culinária e vestimentas tradicionais, atitudes com relação a gênero, casamento e família, costumes sociais e estilo de vida, música e dança. "Secularismo judaico" é um fenômeno distinto relacionado a secularização do judaísmo - um processo histórico de desinvestimento de todos esses elementos da cultura das suas crenças e práticas religiosas.
O judaísmo secular, derivada da filosofia de Moisés Mendelssohn, cresceu a partir do Haskalá, ou "Iluminismo Judaico", que havia sido movida pelos valores do Iluminismo europeu. Nos anos recentes, o campo acadêmico abrangeu temas como estudos judaicos, história, literatura, sociologia e linguística. O historiador David Biale traçou as raízes do secularismo judaico até à era pré-moderna. Atualmente, o assunto de secularização judaica é ensinado, e pesquisado, em universidades americanas e israelenses, como Harvard, Universidade de Tel Aviv, UCLA, Temple e Universidade da Cidade de Nova Iorque, faculdades que têm muitos judeus. Além disso, muitas universidades incluem "estudos judaicos", da cultura e história deste povo.
Através da história, em eras e lugares tão diversos quanto o antigo Mundo Helênico, na Europa antes e depois da Era do Iluminismo, no Al-Andalus, Norte da África e Oriente Médio, na Índia e China, e Estados Unidos e Israel. As comunidades judaicas pelo mundo viram o desenvolvimento do fenômeno cultural que são caracteristicamente judaicas, sem ser especificamente religiosas. Alguns fatores vêm de dentro do judaísmo, outras da interação dos Judeus com populações hospedeiras durante diáspora e outros da dinâmica social e cultural interna da comunidade, ao invés da religião em si. Este fenômeno levou a consideráveis variações diferentes da cultura judaica dentro de sua própria comunidade.

## Rituais
Entre os rituais, podemos citar a circuncisão dos meninos (aos 8 dias de vida) e o Bar Mitzvah que representa a iniciação na vida adulta para os meninos e a Bat Mitzvah para as meninas (aos 12 anos de idade).
Os homens judeus usam o kippa, pequena touca, que representa o respeito a Deus no momento das orações. Nas sinagogas, existe uma arca, que representa a ligação entre Deus e o Povo Judeu. Nesta arca são guardados os pergaminhos sagrados da Torá.

## Comidas

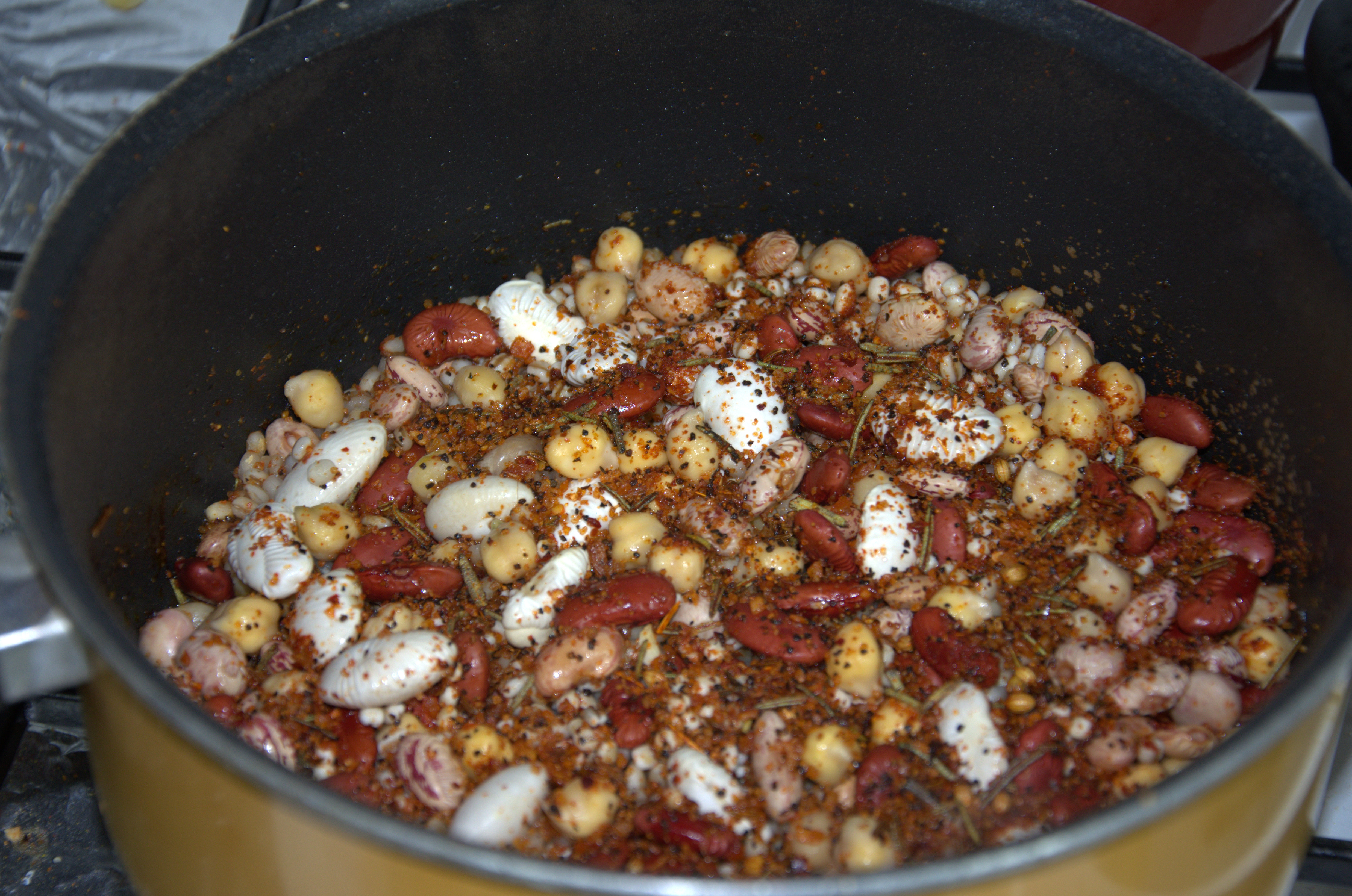
Ensopado Khamin - Uma variação judaica sefardita de Cholent

Kosher significa apto ou apropriado e o alimento inapropriado é chamado de treifá. Dentro do judaísmo há diversos preceitos baseados na Torá e na Halachá que estabelecem as regras para que um alimento possa ser considerado Kosher e servir para consumo.
A alimentação dos judeus era baseada em couves, vinhos, especiarias, molhos, cerveja e o mais importante o pão. Vestiam-se a rigor para a hora das refeições e comiam com rapidez. Os judeus não comem carne de porco, cavalo, camelo, coelho, caranguejo, lagosta e camarão. Na verdade, à exceção de peixes com escamas, nenhum fruto do mar é permitido. Há também a proibição de misturar leite e carne. Devendo haver um espaço de seis horas entre os alimentos de uma origem.

## Cinema judaico
O Cinema Judaico é uma Forma de Expressão Cinematografica Judaica tendo em vista Documentários ou mesmo filmes de Ficção Cientifica feito por Diretores Judeus por exemplo o filme 'Arquitetura da Destruição' foi Dirigido pelo Diretor judeu Peter Cohen. O Cinema judaico procura de alguma forma Mostrar a vida ou a História dos judeus no cinema.

## Festividades judaicas
As Festividades judaicas vão desde a comemoração de um aniversário, um Bar-Mitzvá a feriados como o Purim e o Pessach. Os judeus são tradicionalmente festivos.

## Línguas judaicas
As Línguas Judaicas são O Hebraico, O Aramaico, O Dzhidi, O Iídiche e o Judeu-árabe O Hebraico é Usado como Língua Liturgica nos Cultos judaicos e na Leitura da Torá, o Aramaico é Usado como Língua Talmudica visto que o Talmud foi escrito Originalmente em Aramaico.

## Literatura judaica
Literatura Judaica ou Literatura Rabinica são os Livros que fazem Parte da Literatura da cultura judaica alguns destes livros são tanto sobre as Leis e o Estudo da Torá (como O Midrash e o Talmud) Quanto mística como o Zohar Porem a Literatura Rabinica é Vasta, Abrange até mesmo Filosofia como é o Caso do Guia para os Perplexos  de Maimônides. A literatura Israelense vem ganhando cada vez mais espaço com seus próprios Festivais e Prêmios
Alguns romancistas judaicos: Isaac Asimov, Anne Frank, Paul Auster, Saul Bellow, Michael Chabon, Harlan Coben, E.L. Doctorow, Moris Farhi, Jonathan Safran Foer, Primo Levi, Norman Mailer, Bernard Malmud, Cynthia Ozick, Henry Roth, Philip Roth, I.B. Singer, Richard Zimler, Harry Mulisch

## Música judaica
A música entre os judeus é usada como forma de culto como a vários relatos da Torá ou mesmo em celebrações como Pessach, Purim e bar mitzvá usado com arpas e flautas.

## Teatro judaico
O Teatro, assim como cinema judaico, é uma forma de expressão usada pelos Judeus durante os tempos, existem muitos dramaturgos judeus, por exemplo na Alemanha, porém o teatro judaico não chega a ser tão explorado tanto quanto o cinema.

## Vestimenta
As regras para vestimentas no judaísmo variam de acordo com a comunidade judaica, como por exemplo, no uso do kipá (os caraítas não o usam) ou do tzitzit, pelos judeus ortodoxos. Entre as vestimentas existem ainda costumes sefaradi (judeus  da Península Ibérica) e asquenazitas (judeus da Europa Central e Europa Oriental).

## Jogos
O dreidel ou sevivon é um jogo jogado pelas crianças judias durante o Chanucá.